# Dungeons & Dragons Online
Dungeons & Dragons Online: Eberron Unlimited (conegut de forma abreviada com "DDO") és un massively multiplayer online role-playing game (MMORPG) desenvolupat per Turbine per a Windows, i originalment venut com a Dungeons & Dragons Online: Stormreach. Turbine va treure al mercat DDO com una adaptació en línia de Dungeons & Dragons (D&D) basada en la campanya d'Eberron (versió 3.5).